# 송도고등학교
송도고등학교(松都高等學校)는 대한민국 인천광역시 연수구 옥련동에 있는 사립 고등학교로, 이 학교는 대한제국 시대 말기였던 1906년에 경기개성한영서원으로 처음 개교되었다.

## 역사
개성시 고려동에 있다가 1950년 한국 전쟁으로 인해 1952년 피난지인 인천에서 다시 문을 열었다. 현재의 학교 위치는 인천 송도(松島) 근처지만, 학교 이름은 개성시의 옛 이름인 송도(松都)에서 유래했다.
1949년 3월에는, 재단에서 송도약학대학(松都藥學大學)을 세우고 개성시 송도중학교(당시) 건물 일부를 빌려 1950년 6월 26일 개학하려 하였으나 6.25 전쟁으로 인해 좌절되었다.

## 학교 연혁
- 1906년 10월 3일 : 한영서원으로 개원 (개성 산지현)
- 1917년 4월 1일 : 송도고등 보통학교 설립인가
- 1952년 4월 5일 : 피난개교 (인천시 송학동 가 교사)
- 1983년 3월 2일 : 인천광역시 남구 옥련동 신축교사로 이전
- 1983년 10월 4일 : 체육관 및 과학관 준공
- 2003년 10월 2일 : 디지털 우리도서관 개관
- 2006년 10월 3일 : 100주년 개교기념일
- 2010년 2월 11일 : 제90회 졸업식 (총 24,352명 배출)
- 2012년 9월 3일 : 제17대 오성삼 교장 취임
- 2013년 12월 20일 : 급식관 준공
- 2020년 3월 1일 : 제19대 이상원 교장 취임

## 참고 문헌
- 송도고등학교 - 한국교육학술정보원 학교알리미

## 같이 보기
- 송도고등보통학교 야구단
- 송도고등보통학교 정구단
- 송도고등보통학교 축구단